# ゆきひかり
ゆきひかりは北海道産のイネの品種の1つ。1980年代後半に北海道の稲作の重要品種だった。

## 概要
1984年に北海道立中央農業試験場（以下中央農試）で育成された品種。「空育114号」の系統番号で試験され、北海道の優良品種となった。北海230号・巴まさり・空育99号の3品種を交配して開発された。当時としては良食味と耐冷性を両立した品種として注目を集め、ピーク時の1989年には北海道内における作付面積が70,681ヘクタールに上るなど急速に普及した。特に北海道産米の難点とされてきた食味の点で高い評価を受け、それまでは米の出品を避けるのが慣例だった東京のデパートの北海道物産展に史上初めて出品されたほどであった。
しかし「冷めるとぱさつく」などの難点を持ち、1988年に新しく誕生したきらら397に味の面で劣ると言われたため、急速にきらら397に取って代わられ作付面積を減らしていった。2004年の時点では北海道内におけるゆきひかりの作付面積は175ヘクタール（独立行政法人農業・食品産業技術総合研究機構調べ）と、ピーク時の約0.3%にまで落ち込んだ。しかし後述するアレルギーとの関係から、以後も一部の農家で栽培が続けられており、現在でも主に空知・上川地方を中心に約70ヘクタールほどの作付がある。

## アレルギー症状改善に有効との仮説
近年、ゆきひかりがアトピー性皮膚炎や米アレルギーなどの症状を持つ患者に対し症状を軽減する効果が高いという噂が広まり、それらの患者の間でじわじわと評判が高まっている。中央農試が行ったアンケート調査においても、ゆきひかり並びに高度精白米（精白歩合を70%程度まで高めた米）により症状が改善したと答える割合が他の品種に比べ高いという結果が出るなど、ゆきひかりがアレルギー症状改善に貢献している可能性は高いものと見られている。
ただし中央農試では、ゆきひかりの成分（特に抗原量）自体は他の品種と大差がないとの調査結果も同時に明らかにしており、なぜゆきひかりがアレルギー症状の改善に効果があるのか、そのメカニズムは今のところ不明である。一部では「コシヒカリ等に含まれるモチ遺伝子がゆきひかりには含まれていないから」といった説も唱えられているが、この説も十分な科学的検証を経たものとは言いがたい。ただしパッチテストにおける反応性は明らかにゆきひかりが他のイネの品種よりも低いことから、今のところこの原因は何らかの細胞性免疫によるものではないかと推定されている。
また、北海道大学農学部では「ゆきひかりは、腸内フローラの改変を介して免疫応答を修飾する結果、アレルギー改善作用を発揮する」と言う仮説のもと、研究を進めており、ゆきひかりの摂取により腸内細菌叢の変化(とりわけ A.muciniphila が少ないこと)を介した腸管粘膜バリアの強化により、腸管におけるアレルゲンの透過が少ないことが関係すると推察した。
なお、前述の中央農試のアンケート調査によれば、中にはゆきひかりにより逆にアレルギー症状が悪化したという報告も少数ながら寄せられているとのことであり、全ての患者にゆきひかりが有効というわけではない。そのため中央農試では、ゆきひかりによる食事療法を行う場合は医師の指導のもとに行うことを推奨している。